# Rosalind Marsden
Rosalind Mary Marsden (27 de octubre de 1950) es una diplomática británica y funcionaria pública comprometida con la defensa de los derechos de las mujeres. Ha sido embajadora en Afganistán (2003-2007) y Sudán (2007-2010) Cónsul General en Basora (Irak) (2006-2007). En 2010 se convirtió en la primera mujer Representante Especial de la Unión Europea en Sudán de 2010 a 2013.

## Trayectoria
Licenciada en Historia Moderna en el Somerville College, Oxford y doctorada en el St Antony's College, Oxford .
Se incorporó al servicio diplomático británico en 1974 en el departamento de Oriente Medio y África del Norte. De 1976 a 1980 fue segunda secretaria y posteriormente primera secretaria de la embajada británica de Tokio. En 1985 trabajó en la embajada británica de Bonn, de 1999 a 2003 estuvo al frente de la dirección de Asia-Pacífico fecha en la que ejerció el puesto de embajadora británica en Kabul (2003-2006).  En Kabul apoyó especialmente la Hora de la Mujer Afgana, un programa de radio para mujeres de la BBC World Service Trust, que se transmitió en la Radio del Servicio Mundial. 
De 2006 a 2007 fue Cónsul General Británica en Basora (Irak) hasta que en 2007 fue nombrada embajadora británica en Sudán.  
Estuvo al frente de la embajada hasta 2010 cuando fue nombrada Representante Especial de la UE para Sudán y Sudán del Sur reemplazando al danés Torben Brylle.
Rosalind es mecenas de la organización benéfica Kids for Kids, que ayuda a niños en Darfur, Sudán . Actualmente es miembro asociado del Programa de África en Chatham House .

## Honores
- Orden de San Miguel y San Jorge en 2010 .[8] También es becaria honoraria de la Somerville College, Oxford .